# North Carolina Courage
A North Carolina Courage egy amerikai női labdarúgóklub, amely az NWSL bajnokságában szerepel. A klub székhelye Cary és hazai mérkőzéseiket a WakeMed Soccer Parkban játsszák.

## Története

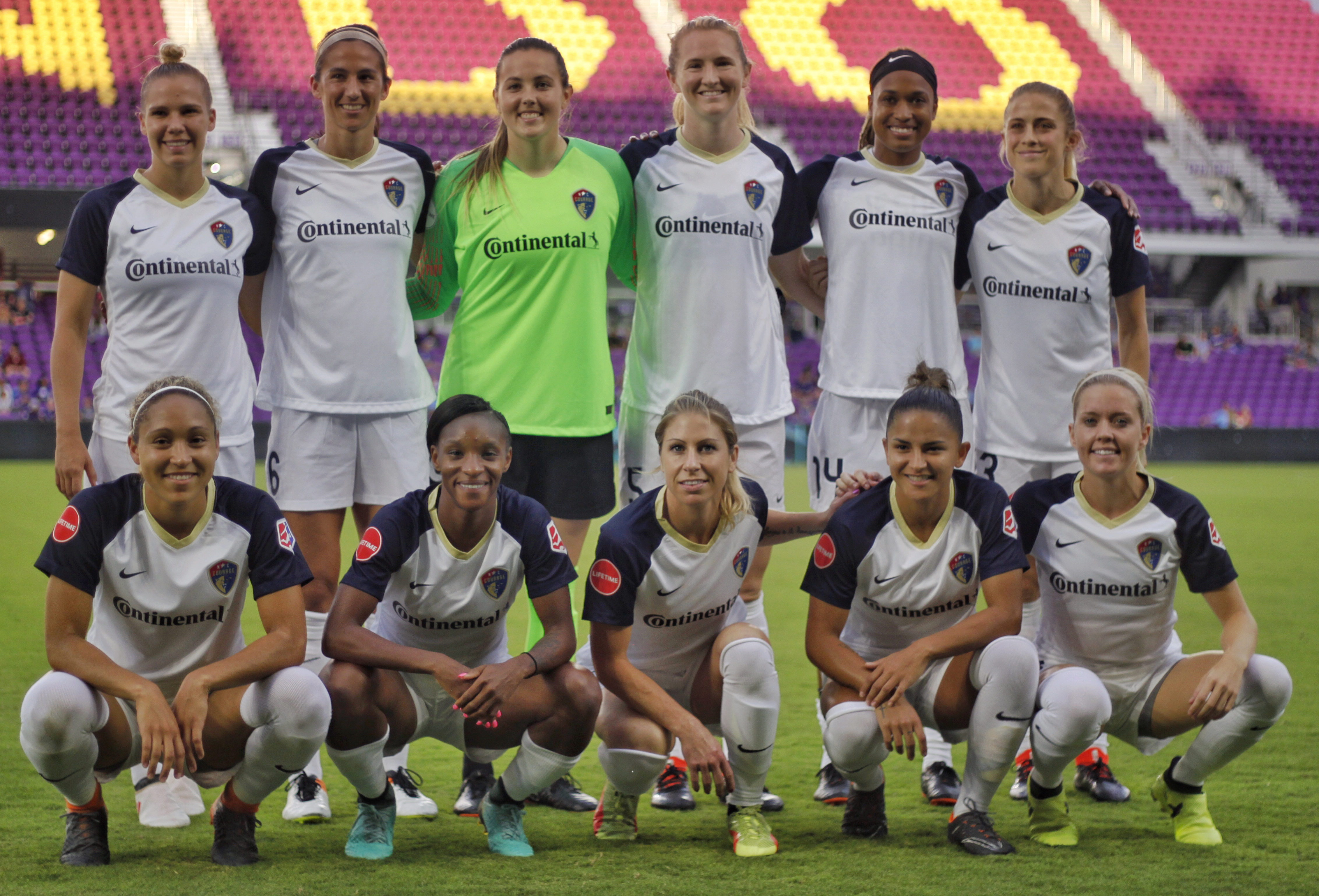
A csapat az Orlando Pride elleni bajnoki mérkőzésen 2018. május 23-án.
Felső sor, balról: Merritt Mathias, Abby Erceg, Katelyn Rowland, Jessica McDonald, Samantha Mewis, Abby Dahlkemper.
Alsó sor, balról: Jaelene Hinkle, Crystal Dunn, McCall Zerboni, Debinha, Denise O'Sullivan.

2017 januárjában a North Carolina FC bővítette szakosztályainak számát és felvásárolta a Western New York Flash csapatát. A klub női csapata Courage néven még ebben az évben csatlakozott az National Women's Soccer League-hez. Első szezonjukban a rájátszás döntőjét bukták el a Portland Thorns ellen, de az alapszakaszban sikeresen hódították el az NWSL Shield-et. Második szezonjukban azonban már az alapszakaszban és a rájátszásban sem találtak legyőzőre.

## Sikerlista
Észak-amerikai bajnok:
- NWSL bajnok (2): 2018, 2019

 Észak-amerikai alapszakasz győztes:
- NWSL Shield győztes (3): 2017, 2018, 2019

1-szeres Nemzetközi Bajnokok Kupája győztes: 2018

## Játékoskeret
2022. április 30-tól
| #  |     | Poszt | Név             |
| -- | --- | ----- | --------------- |
| 0  | USA | K     | Katelyn Rowland |
| 1  | USA | K     | Casey Murphy    |
| 44 | USA | K     | Marisa Bova     |
| 2  | USA | V     | Taylor Smith    |
| 3  | USA | V     | Kaleigh Kurtz   |
| 4  | USA | V     | Carson Pickett  |
| 6  | NZL | V     | Abby Erceg      |
| 7  | USA | V     | Malia Berkely   |
| 11 | USA | V     | Merritt Mathias |
| 13 | USA | V     | Ryan Williams   |
| 14 | NZL | V     | Katie Bowen     |
| 23 | USA | V     | Jaelene Daniels |
| 23 | USA | V     | Kiki Pickett    |
| 5  | USA | KP    | Brianna Pinto   |

| #  |     | Poszt | Név                 |
| -- | --- | ----- | ------------------- |
| 8  | IRL | KP    | Denise O’Sullivan   |
| 10 | BRA | KP    | Debinha             |
| 16 | USA | KP    | Emily Gray          |
| 19 | JAM | KP    | Havana Solaun       |
| 21 | USA | KP    | Haleigh Stackpole   |
| 24 | USA | KP    | Frankie Tagliaferri |
| 25 | USA | KP    | Meredith Speck      |
| 28 | USA | KP    | Tess Boade          |
| 9  | BRA | KP    | Kerolin             |
| 12 | MEX | CS    | Diana Ordoñez       |
| 27 | USA | CS    | Brittany Ratcliffe  |
| 29 | USA | CS    | Rylee Baisden       |
| 33 | USA | CS    | Jorian Baucom       |

## Korábbi híres játékosok
| - Abby Dahlkemper - Crystal Dunn - Kristen Hamilton - Hailey Harbison - Ashley Hatch - Hailie Mace - Jessica McDonald - Sam Mewis - Sinclaire Miramontez - Samantha Murphy - Heather O'Reilly - Cari Roccaro - Lynn Williams - McCall Zerboni | - Rosana - Elisabeth Addo - Diane Caldwell - Kavamura Júri - Lindsey Agnew - Sabrina D’Angelo - Stephanie Labbé - Arianna Romero - Nora Holstad - Julia Spetsmark - Angharad James |